# Open Hub
Black Duck Open Hub，原名Ohloh，是提供Web服务套件的一個網站以及一個网络社区平台，旨在为开源软件开发社区提供索引。它由前微软经理Jason Allen和Scott Collison于2004年创立  。截至2016年1月15日，该网站列出了669,601个开源项目、681,345个源码倉庫、3,848,524名贡献者和31,688,426,179行代码。2017年，Black Duck Software（运营Black Duck Open Hub网站的公司）被新思科技以5.65亿美元收购。